# سيد بطرسبرغ (رواية)
سيد بطرسبرغ (بالإنجليزية: The Master of Petersburg) هي رواية للكاتب الجنوب أفريقي الحائز على جائزة نوبل جي إم كوتزي، نشرت عام 1994، عن دار نشر سيكر آند واربرغ.

## نبذة عن الواية
تدور أحداث الرواية في روسيا القيصرية في أواخر القرن التاسع عشر. تتناول موضوعات الفقد، والسلطة، والصراع بين الأجيال، وتحديات الأبوّة، كما تسلط الضوء على العلاقة بين الكاتب وإرثه الإبداعي والوجداني. تبدأ بوصول دوستويفسكي إلى مدينة سانت بطرسبرغ لجمع متعلقات ربيبه المتوفى حديثًا بافيل، الذي قضى نحبه في ظروف غامضة. يقيم الشاب المتوفى مع الأرملة آنا سيرجيفنا وابنتها الطفلة ماتريونا. عند زيارة دوستويفسكي لشقته السابقة، يكتشف أن الشرطة قد صادرت أوراقه ومذكراته. يتوجه الكاتب إلى مركز الشرطة لمحاولة استرجاعها، لكن طلبه يُرفض، ويتم إبلاغه بأن بافيل كان متورطًا في مؤامرة ثورية، ويشتبه في كونه تابعًا لـسيرجي نيتشايف، المحرض السياسي المعروف.يجد دوستويفسكي نفسه تحت رقابة الشرطة، وينغمس في دوامة من الشكوك، سواء بشأن انتحار بافيل أو احتمالية اغتياله. وبينما تتصاعد التوترات السياسية، تتطور علاقة عاطفية بين دوستويفسكي وآنا سيرجيفنا. يواجه الكاتب ضغطًا لاتهام الشرطة رسميًا بمقتل ربيبه، لكنه يختار كتابة نص غامض يلمّح فيه إلى مسؤولية نيتشايف وأتباعه، ليدرك لاحقًا أنه كان ضحية تلاعب سياسي، يهدف إلى جرّه إلى لعبة تحريض الطلاب على الدولة وممثليها.

## شخصيات الرواية
- فيودور دوستويفسكي :الشخصية الرئيسية، كاتب روسي شهير، يصل إلى بطرسبرغ بعد وفاة ربيبه بافيل، ويخوض صراعًا داخليًا بين الحزن، والذنب، والشك السياسي. يمثل الأب المفجوع والمثقف الممزق بين الفن والواقع.
- بافيل: ربيب دوستويفسكي المتوفى، لا يظهر مباشرة في الرواية، لكنه محور الأحداث. موته الغامض يثير تساؤلات حول انتحاره أو اغتياله، وعلاقته بالحركات الثورية.
- آنا سيرجيفنا:أرملة روسية كانت تستضيف بافيل في شقتها. تتطور علاقتها مع دوستويفسكي إلى علاقة عاطفية، وتمثل جانبًا إنسانيًا وسط الفوضى السياسية.
- ماتريونا:ابنة آنا الصغيرة، ترمز إلى البراءة والضعف في عالم مضطرب.
- المحقق ماكسيموف:ضابط شرطة يحقق في وفاة بافيل، ويبلغ دوستويفسكي بأن ربيبه كان متورطًا في مؤامرة سياسية. يمثل السلطة القمعية.
- سيرجي نيتشايف:ثوري شاب، يُعتقد أنه كان على صلة ببافيل، ويُشتبه في تلاعبه بالحقيقة. يمثل الفكر الثوري المتطرف، ويجسد صراع الأجيال

## أسلوب الرواية
أسلوب رواية سيد بطرسبرغ يتسم بالتركيز على البعد النفسي والداخلي للشخصيات، خاصة شخصية دوستويفسكي، حيث يعتمد كويتزي على السرد الذاتي العميق الذي يكشف عن التوترات الداخلية والصراعات الأخلاقية دون اللجوء إلى الزخرفة أو المبالغة. اللغة واضحة ومباشرة، لكنها مشحونة بالمعاني، وتُستخدم لتفكيك الأسى والذنب والارتباك الذي يعيشه البطل. لا تهتم الرواية كثيرًا بتسلسل الأحداث بقدر ما تركز على التأملات الفكرية والانفعالات، مما يجعل القارئ يعيش التجربة من الداخل، لا كمجرد متفرج.

## اقتباسات
«ولكن في الوقت نفسه الذي يجلس فيه هنا، في غاية الهدوء، يكون رجلًا عالقًا في زوبعة، سيول من الورق، شظايا من حياة قديمة ممزقة بفعل دوامة تصاعدية...» هذا المقطع يصوّر ببراعة حالة التمزق الداخلي التي يعيشها دوستويفسكي، حيث تتداخل الكتابة مع الحزن والارتباك .
«الكتابة لا تُنقذ، بل تُعيد فتح الجراح» تعبير عن العلاقة المعقدة بين الإبداع والألم، وهي فكرة محورية في الرواية.
«هل نعرف أبناءنا حقًا؟ أم أننا نكتبهم كما نريدهم أن يكونوا؟» تساؤل وجودي يطرحه كويتزي من خلال شخصية دوستويفسكي، يعكس صراع الأبوة وسوء الفهم بين الأجيال.
«المدينة ليست مكانًا، بل اختبارًا. كل من يدخلها يخرج منها شخصًا آخر» إشارة رمزية إلى سانت بطرسبرغ كمسرح للتحول النفسي والسياسي.

## روابط خارجية
- سيد بطرسبرغ (رواية) على موقع الموسوعة البريطانية (الإنجليزية)